# Universidad de Las Palmas de Gran Canaria Club de Fútbol "B"
El Universidad de Las Palmas de Gran Canaria Club de Fútbol B fue un club de fútbol, filial del Universidad de Las Palmas de Gran Canaria Club de Fútbol, de la ciudad de Las Palmas de Gran Canaria en la isla de Gran Canaria. Fue fundado en 1998 y jugó en la Categoría Preferente de Las Palmas.

## Historia
Fundado en 1998, como filial del Universidad de Las Palmas y formado por varios jugadores que fundaron cuatro años antes el primer equipo. 
Empezó a jugar en categorías regionales. Poco a poco fueron ascendiendo de categoría hasta alcanzar la Tercera División en la temporada 2003-2004.
Se mantuvieron en ella 3 temporadas hasta descender a una categoría regional al terminar la temporada 2005-2006. Al año siguiente se proclaman campeones de la Categoría Preferente de Las Palmas y ascienden nuevamente a tercera.
En la temporada 2009/10 realizan una mala segunda vuelta y terminan descendiendo.

## Instalaciones

### Estadio Jorge Pulido
El Universidad B juega sus partidos oficiales en el estadio Jorge Pulido desde el año 2008. Se encuentra situado en el barrio de la Isleta, en Las Palmas de Gran Canaria.

### Otras instalaciones
El equipo ha pasado por otros estadios de la ciudad, como el estadio Alfonso Silva.

## Temporadas

### Temporada a temporada
| Temporada | División     | Posición | Copa del Rey |
| --------- | ------------ | -------- | ------------ |
| 1998/99   | 2.ª Regional | 1º       |              |
| 1999/00   | 1.ª Regional | 1º       |              |
| 2000/01   | Preferente   | 1º       |              |
| 2001/02   | Preferente   | 3.º      |              |
| 2002/03   | Preferente   | 1º       |              |
| 2003/04   | 3ª G.XII     | 15.º     |              |
| 2004/05   | 3ª G.XII     | 9º       |              |
| 2005/06   | 3ª G.XII     | 20.º     |              |
| 2006/07   | Preferente   | 1º       |              |
| 2007/08   | 3.ª G.XII    | 9.º      |              |
| 2008/09   | 3.ª G.XII    | 13.º     |              |
| 2009/10   | 3.ª G.XII    | 21.º     |              |
| 2010/11   | Preferente   | 10.º     |              |

## Datos del club
- Temporadas en 2ª: 0
- Temporadas en 2ªB: 0
- Temporadas en 3.ª: 6
  - Mejor puesto en la liga: 9.º (2004-05 y 2007-08)
  - Peor puesto en la liga: 21.º (2009-10)